# Бристоль (гостиница, Симферополь)
Гостиница «Бристоль» — двухэтажное здание, находящееся на Долгоруковской улице (ранее — Карла Либкнехта) в Симферополе. Здание построено в XIX веке. Памятник архитектуры.

## История
Двухэтажная гостиница «Ливадия» рядом с Александро-Невским собором была построена в первой половине XIX века. Первое упоминание о строении относится к 1875 году, когда им владел купец Эмабля. В следующем десятилетии гостиница была переименована в «Россию», а уже в 1889 году новый владелец Александр Андреевич Жежеленко дал гостинице имя «Бристоль». В это время была проведена реставрация гостиницы, включавшая замену кровли, отделку, укрепление фундамента и установка электрического освещения гостиницы.
После установления советской власти в здании расположился дом для бездомных с постоянного проживания. В 1990-е годы активисты устраивали акции протеста против сноса здания и его основательной перестройки. Тогда же здание приобрело банковское учреждение для открытия своего представительства. К 2010 году зданием владел Европейский банк развития и сбережений.
Приказом Министерства культуры и туризма Украины от 2008 года «Здание гостиницы „Бристоль“» было включено в реестр памятников местного значения как памятник архитектуры и градостроительства. После аннексии Крыма Россией, постановлением Совета министров Республики Крым от 20 декабря 2016 года, дом был признан объектом культурного наследия России регионального значения как памятник градостроительства и архитектуры.
Согласно подготовленной в 2016 году Департаментом архитектуры и строительства Республики Крым программы «Воссоздание столичного облика и благоустройство города Симферополь» здание гостиницы «Бристоль» было включено в перечень объектов для ремонта и реставрации.

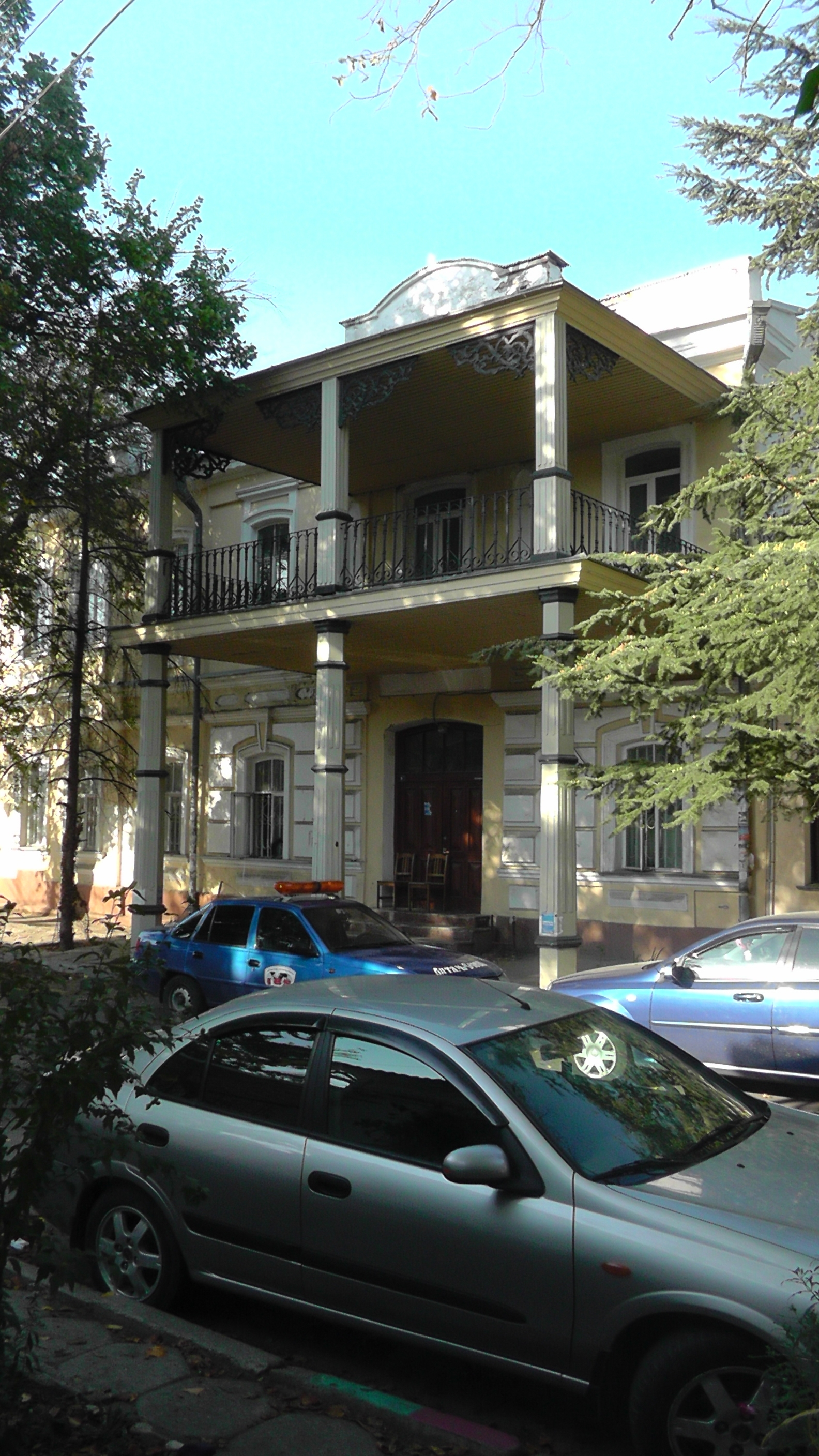
2015 год
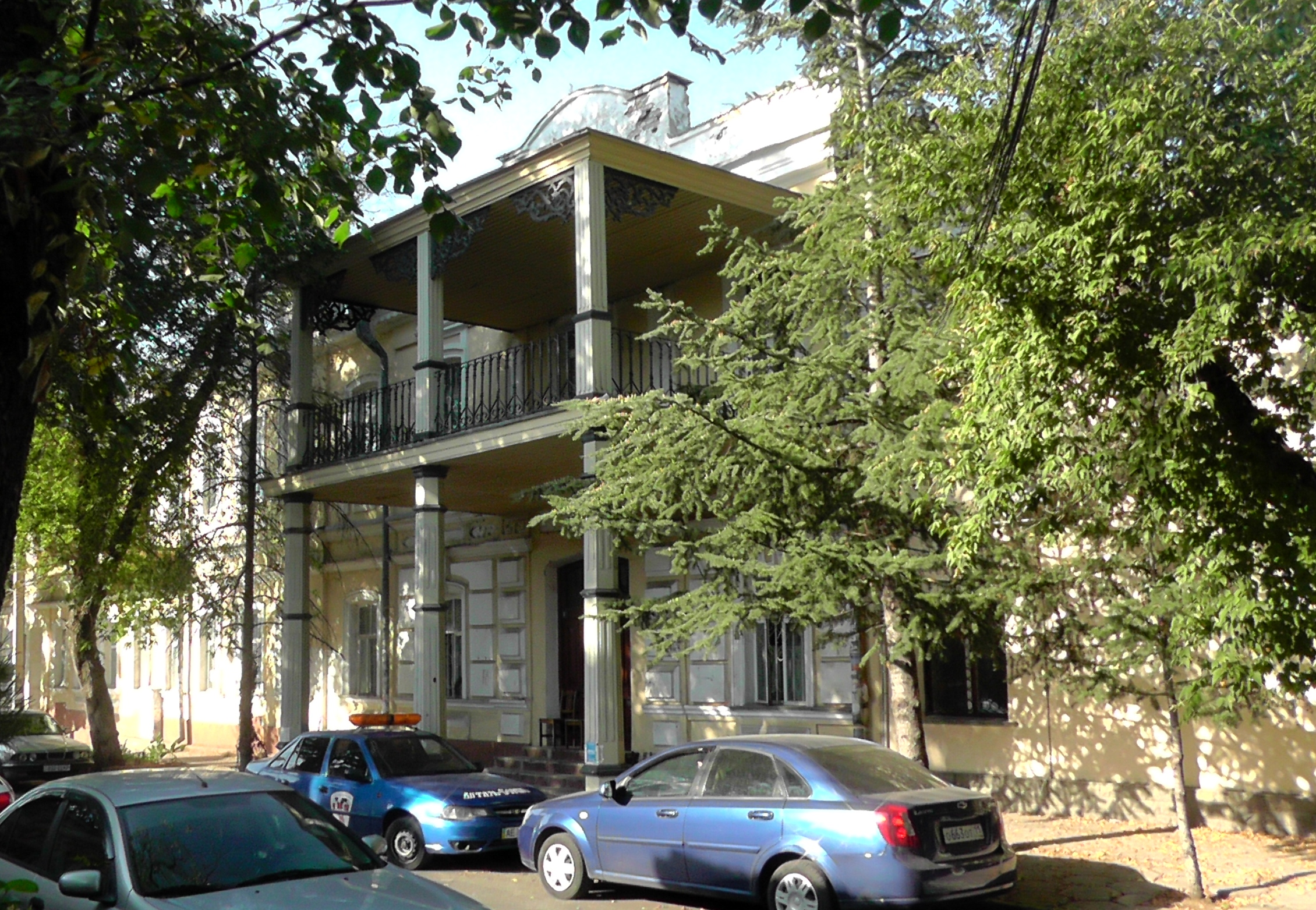
2015 год
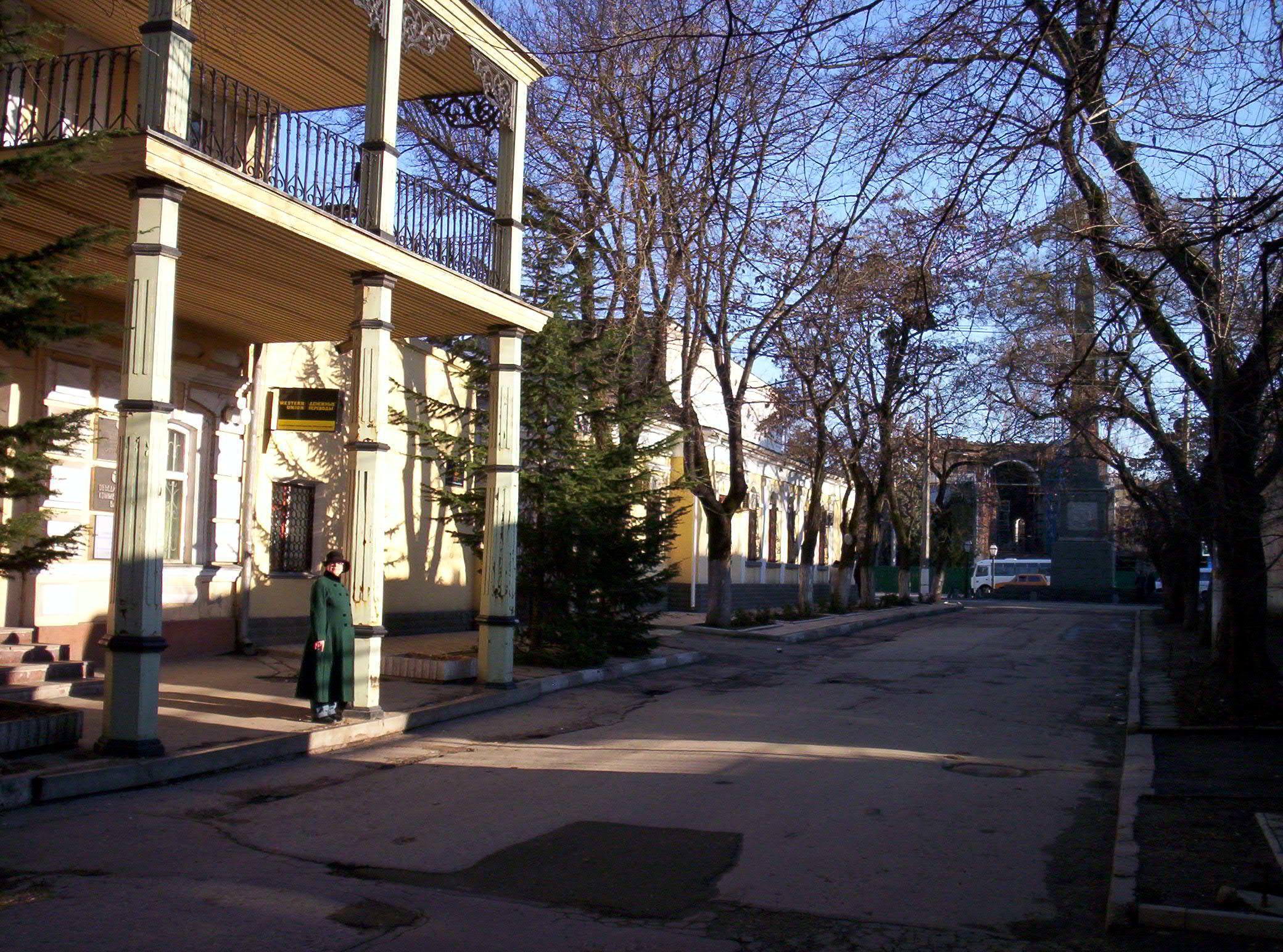
2006 год